# Høj stol
Høj stol er en børnestol designet af Nanna Ditzel i 1955. 
Den betegnes som et hovedværk og er på Kulturkanonens liste over børnekunst.
Forbrugerstyrelsen fik standset salget af stolen i 2002, fordi den kunne være ustabil.